# Garci López de Padilla (drugi)
 Garci López de Padilla (zm. 1487) trzydziesty i ostatni niezależny wielki mistrz zakonu Calatravy w latach 1482–1487.
Brat Fernando de Padilli, jednego ze wcześniejszych mistrzów Calatravy.
W wojnie o koronę kastylijską poparł Izabelę I Katolicką i Ferdynanda II Katolickiego przeciw Portugalii i Joannie, siostrze Izabeli, która z kolei była wspierana przez wielkiego mistrza Calatravy Rodrigo Téllez-Giróna. Po śmierci  Téllez-Giróna został wybrany jego następcą. Zaangażował się w wojnę z Maurami z Granady, okazując się dobrym dowódcą i dzielnym rycerzem.
Po jego śmierci zakon związany został z domem panującym, a kolejni wielcy mistrzowie byli członkami rodziny królewskiej.